# جون موير
جون موير (بالإنجليزية: John Muir)‏ (21 من أبريل 1838م- 24 من ديسمبر 1914م) هو عالم تاريخ طبيعي أمريكي وُلِد في اسكتلندا، ومؤلف، وأحد أوائل المناصرين للحفاظ على البرية في الولايات المتحدة. قرأ الملايين خطاباته، ومقالاته، وكتبه التي تتناول مغامراته في الطبيعة، خصوصًا في جبال سييرا نيفادا بكاليفورنيا ساعد نشاطه في الحفاظ على وادي يوسميتي، ومتنزه سيكويا الوطني وغير ذلك من المناطق البرية. وتُعَد منظمة سييرا كلوب التي أسسها إحدى أهم منظمات الحفاظ على البيئة في الولايات المتحدة الآن. أُطلق على أحد أكثر ممرات المشي شهرةً في الولايات المتحدة 211-ميل (340 كـم) ممشى جون موير تكريمًا له. ومن الأماكن الأخرى التي سُميت تكريمًا له غابة موير وودز التذكارية الوطنية، وشاطئ موير، وكلية جون موير، وجبل موير، ومعسكر موير، ونهر موير الجليدي.
في آخر حياته، كرَّس موير معظم وقته للحفاظ على الغابات الغربية. فقدّم عريضة إلى الكونغرس الأمريكي بمشروع قانون المتنزهات الوطنية الذي قُدِم في عام 1890، مما سمح بتأسيس متنزهي يوسميتي وسيكويا الوطنيين. ونظرًا للطابع الروحاني والحماس تجاه الطبيعة اللذين ظهرا في كتابات موير، استطاع أن يلهم القراء - بما في ذلك الرؤساء وأعضاء الكونجرس - لاتخاذ الإجراءات اللازمة للمساعدة في الحفاظ على مساحات كبيرة من الطبيعة. ويُشار إليه اليوم باسم «أبو المتنزهات الوطنية»،
وقد أنتجت إدارة خدمة المتنزهات الوطنية فيلمًا وثائقيًا قصيرًا عن حياته.
صرّح ستيفن هولمز، كاتب سيرة موير، أن موير أصبح «واحدًا من القديسين المناصرين للنشاط البيئي الأمريكي في القرن العشرين»، سواء السياسي أو الترفيهي. ومن ثمَّ، فإن كتاباته تُناقَش عادةً في الكتب والجرائد، وكثيرًا ما يستشهد مصورو الطبيعة به في الكتب، مثل أنسل آدمز. فكتب هولمز: «قدَّم موير صياغة عميقة للفئات التي يستطيع الأمريكيون من خلالها فهم علاقاتهم مع العالم الطبيعي وتصورها.» وقد ذاع صيت موير لكونه مفكرًا معنيًا بالبيئة، ومتحدثًا سياسيًا، وملهمًا دينيًا صارت كتاباته دليلاً شخصيًا في الطبيعة لعددٍ لا يحصى من الأفراد، مما جعل اسمه حاضرًا دائمًا في الوعي البيئي الحديث. وقد ذكر المؤلف ويليام آندرسون أن موير يمثل «النموذج الأصلي لوحدتنا مع الأرض»، بينما يقول كاتب السيِّر دونالد ورستر إنه كان يؤمن بأن مهمته هي «...الحفاظ على الروح الأمريكية من الاستسلام التام للمادية.»:403

## وصلات خارجية
- جون موير على موقع الموسوعة البريطانية (الإنجليزية)
- جون موير على موقع ميوزك برينز (الإنجليزية)
- جون موير على موقع إن إن دي بي (الإنجليزية)
- مؤلفات John Muir في مشروع غوتنبرغ (plain text and HTML)